# Selva Casal
Selva Casal (Montevideo, 11 gennaio 1927 – 27 novembre 2020) è stata una poetessa uruguaiana.
Il padre Julio J. Casal era anche un poeta e fondatore della rivista letteraria Alfar. La sua collezione Arpa è apparsa nel 1958. Da allora, ha pubblicato più di una dozzina di collezioni. Ha vinto numerosi premi per le sue poesie.

## Pubblicazioni
- Biografía de un arcángel (Estuario editora, 2012)
- En este lugar maravilloso vive la tristeza (Estuario editora, 2011)
- El grito (Editorial Artefato, 2005)
- Vivir es peligroso (Libros de Tierra Firme, 2001, Buenos Aires; Premio del Ministerio de Cultura)
- Perdidos manuscritos de la noche (Carlos Marchest Editor, 1996; Premio del Ministerio de Cultura)
- Hombre mutilado (inédito, 1988; Mención Honorífica Internacional. Concurso de Poesía Plural México)
- Los misiles apuntan a mi corazón (Ediciones de la Banda Oriental, 1988)
- Mi padre Julio J. Casal (ensayo lírico documental) (Biblioteca Alfar, 1987) [Dibujos de Barradas]
- Nadie ninguna soy (Biblioteca Alfar, 1983; 1º Premio de la Fundación Argentina para la Poesía, 1º Premio Municipal de Poesía en Uruguay)
- No vivimos en vano (Biblioteca Alfar, 1975)
- Han asesinado al viento (Editorial Alfa, 1971)
- Poemas 65 (Cuadernos Julio Herrera y Reissig, 1965 - Traduzione in inglese Poetry review de la University of Tampa, 1966 - USA,)
- Poemas de las cuatro de la tarde (Biblioteca Alfar, 1962 - Premio Municipal de Poesía)
- Días sobre la tierra (Cuadernos Julio Herrera y Reissig, 1960 - Melón editora, 2013, Buenos Aires)
- Arpa (Colección Delmira, 1958 - Premio del Ministerio de Instrucción Pública, 1954)

## Antologie e compilation
- Ningún día es jueves (Ediciones de Hermes Criollo, 2007)
- El infierno es una casa azul y otros poemas (Libros de Tierra Firme, 1999, Buenos Aires)
- El infierno es una casa azul (Ediciones de Uno, 1993; Premio del Ministerio de Cultura)